# Lírica galaicoportuguesa

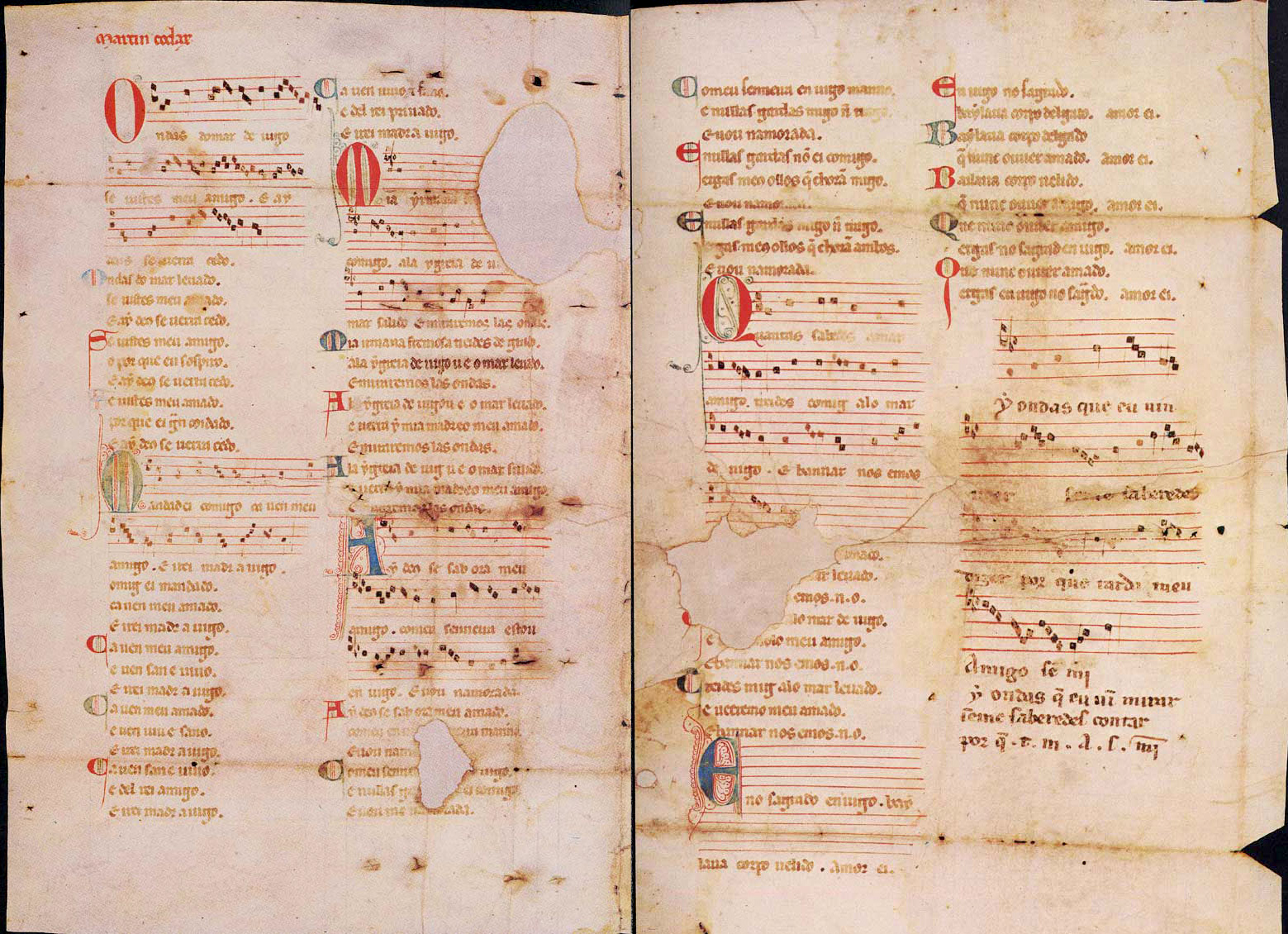
El Pergamino Vindel (Pierpont Morgan Library, New York7, Vindel MS M979).

La lírica gallegoportuguesa se desarrolló Edad Media, fundamentalmente entre los siglos XII y XIV, en galaicoportugués, la lengua primitiva de la que derivarían posteriormente el portugués y el gallego modernos. Aunque la mayor parte de los poetas de que se tiene referencia provenían de Galicia y del norte de Portugal, fue cultivada también por multitud de poetas de otros lugares de la península ibérica (el ejemplo más destacado es el de Alfonso X el Sabio, autor de las Cantigas de Santa María, también en gallego-portugués), llegando a ser una lengua fundamental en la lírica culta de Castilla en los siglos XIII y XIV.

## Orígenes
Dos de los géneros principales, las cantigas de amor y las cantigas de escarnio, tienen su origen en la literatura de los trovadores provenzales. Mientras que en otros lugares, como en Cataluña o en Lombardía, los trovadores locales utilizaron el occitano como lengua de expresión poética, en el Noroeste de la Península los poetas se inclinaron por emplear su lengua vernácula, el gallegoportugués. Sin embargo, adaptaron la temática, la métrica y las convenciones propias de la poesía trovadoresca, con ligeras variaciones. Existen incluso numerosos provenzalismos en las cantigas de amor y de escarnio que evidencian su origen provenzal.
La influencia provenzal llegó fundamentalmente por tres vías:
- A través de Barcelona, lugar de tránsito obligado de todas las aportaciones culturales occitanas (incentivado además por la emigración que provocó en 1213 la derrota de la herejía albigense).

- A través de los enlaces matrimoniales entre las monarquías peninsulares y las princesas occitanas: Alfonso VI desposó en cuatro ocasiones a hijas de señores feudales del Mediodía francés. Una de sus esposas, Inés de Aquitania, era hija de Guillermo VIII de Aquitania y hermana del trovador Guillermo de Poitiers (Guillermo IX). Otra fue Constanza de Borgoña. Los sobrinos de Constanza, Raimundo y Enrique de Borgoña se casaron con las hijas de Alfonso VI, Urraca y Teresa, por lo que son respectivamente los padres de Alfonso VII de Castilla y de Alfonso I de Portugal. Con estos enlaces llegaron a la Península numerosos caballeros, monjes, clérigos, y, por supuesto, trovadores.

- A través del Camino de Santiago: Guillermo de Poitiers y su hijo, Guillermo X de Aquitania, peregrinaron a Santiago de Compostela en la primera mitad del siglo XII. El obispo compostelano Gelmírez, impulsor del Camino, envió a varios clérigos a formarse en Francia e Italia.

Un problema distinto es el del origen de las cantigas de amigo, que no tienen precedente en la lírica provenzal. Dado que están puestas en boca de mujeres, han sido relacionadas con las jarchas mozárabes. Se ha hablado de una tradición folclórica que podría remontarse a épocas muy antiguas y algunos de cuyos testimonios dispersos serían las jarchas (recogidas por poetas árabes y hebreos) y las cantigas de amigo (recogidas y cultivadas por los trovadores galaicoportugueses); habría que añadir también, probablemente, las chansons de toile y las frauenlieder (en alemán, cantigas de amigo), como referentes extrapeninsulares que demostrarían una tradición paneuropea.

## Evolución de la lírica galaicoportuguesa
Existen varias propuestas para describir la evolución de la lírica gallegoportuguesa, según se le preste mayor atención al contexto histórico o a la evolución propiamente literaria.
- Históricamente, se postula una evolución que va en consonancia con los siguientes momentos históricos: la época pre-alfonsina (hasta 1245), la época alfonsí (hasta 1280), otra centrada en Don Denís (entre 1280 y 1300) y una última postdionisíaca (hasta 1350).

- Un intento de combinar ambas perspectivas daría como resultada la siguiente periodización:

1) Desde 1189, fecha probable de la composición más antigua conocida, hasta 1232, año en que el rey Fernando III de Castilla y Galicia-León peregrinó a Santiago de Compostela. Es una etapa de influjo provenzal, en la que predominan las cantigas de amor.
2) De 1232 a 1325, en que muere el rey poeta Don Denís de Portugal. Es la época de mayor esplendor de la lírica gallegoportuguesa, sobre todo en la corte de los reyes castellanos Fernando III y Alfonso X, y en la de Don Denís de Portugal, nieto del Rey Sabio. En esta época, hacia 1280, se compila el Cancionero de Ajuda. También corresponden a esta época las Cantigas de Santa María.
3) Desde 1325 hasta 1354, fecha de la muerte de Pedro de Portugal, conde de Barcelos, hijo de Don Denís. Muy probablemente es en esta época cuando se recopilan el Cancionero Colocci-Brancuti y el de la Biblioteca Vaticana.
- Por último, una propuesta[3] centrada casi exclusivamente en criterios literarios, daría como resultado la siguiente descripción:
  1. c. 1200-1225: impregnación de la poesía trobadoresca occitana.
  2. c. 1225-1250: fijación de los tres géneros principales por parte de la pequeña nobleza gallega y del norte de Portugal, tras la adopción y reelaboración de la poesía occitana.
  3. c. 1250-1300: periodo de esplendor: importante actividad trobadoresca en las cortes de Alfonso X y Sancho IV de Castilla, y de Alfonso III y don Denís de Portugal.
  4. c. 1300-1350: periodo de progresiva retracción; tras un agotamiento y desgaste del modelo, se entra en un periodo de decadencia creativa, que no es sustituido por otros modelos. Se echa en falta también un mecenazgo parecido al de Alfonso X y de un centro cultural como punto de referencia. Por lo demás, diversos problemas socio-históricos (peste, desinterés de la aristocracia...) crearon un ambiente que rechazaba la posibilidad de continuar con una experiencia literaria similar a la llevada a cabo hasta el momento.

## Los cancioneros
Existen tres cancioneros principales que recogen las composiciones de la lírica galaicoportuguesa. De ellos el más antiguo es el Cancionero de Ajuda, compilado posiblemente hacia 1280. Los otros dos son copias mucho más tardías, por lo que son denominados apógrafos: son el Cancionero Colocci-Brancuti (más conocido en la actualidad como Cancionero de la Biblioteca Nacional) y el Cancionero de la Biblioteca Vaticana. Ambos fueron copiados en Italia a principios del siglo XVI, pero se supone que remiten a un códice anterior, compilado tal vez por Pedro de Portugal, conde de Barcelos en la primera mitad del siglo XIV. El Cancionero de Ajuda recoge sólo cantigas de amor; en los otros están ya representados los tres géneros principales (de amor, de amigo y de escarnio) y ofrecen composiciones de fecha posterior.
A estos tres cancioneros hay que añadir otros restos, entre los que destacan un pergamino hallado con notación musical:
- el Pergamino Vindel, hallado en 1914, que contiene siete cantigas de amigo —seis de ellas con notación musical— atribuidas al juglar gallego Martín Codax.
- el Pergamino Sharrer, hallado en 1990, en Lisboa, con siete cantigas de amor —una de ellas carente de notación musical— compuestas por el rey portugués Don Denís. En realidad, a pesar del nombre con el que se le conoce, parece tratarse de una hoja desprendida de un códice mayor, contiendo, acaso, el conjunto de la producción lírica de Don Denís.

El monumento más importante de la lírica religiosa en galaicoportugués son las Cantigas de Santa María, de Alfonso X el Sabio (quien tal vez no fue autor de todos los poemas, pero sí de un muy importante número de ellos). Esta obra, compuesta de 427 cantigas, ha llegado hasta nosotros en cuatro códices diferentes: dos se conservan en la Biblioteca de El Escorial, otro en la Biblioteca Nacional de Madrid, y el cuarto en la Biblioteca Nacional de Florencia. Los tres primeros conservan también la música de las cantigas, que han sido interpretadas y grabadas en numerosas ocasiones.

## Géneros

### Géneros mayores: las cantigas
Los poemas líricos gallegoportugueses reciben el nombre genérico de cantigas. Sin embargo, existen varios subgéneros bien diferenciados. En el Cancionero Colocci-Brancuti se incluye un Arte de trovar en el que se mencionan cuatro géneros diferentes: cantigas de amor, cantigas de amigo, cantigas de escarnio y cantigas de maldecir. Estos cuatro géneros pueden en la práctica reducirse a tres, ya que las diferencias entre las cantigas de escarnio y las de maldecir son mínimas.
- Cantigas de amor: son la trasposición al gallegoportugués de la cansó provenzal. El trovador se dirige a su dama, a la que reprocha su rechazo o su desdén, en términos tomados del mundo feudal. Estas cantigas carecen normalmente de estribillo, y tienen una estructura métrica bien definida.

- Cantigas de amigo: es un género exclusivo de la lírica gallegoportuguesa, sin precedente en la literatura provenzal. Habla siempre una mujer, en situaciones que se repiten con frecuencia (romerías, etc.) y el tema es siempre el amor. Tiene una gran importancia la Naturaleza. Su estructura métrica se basa en el paralelismo.

- Cantigas de escarnio y de maldecir: su precedente provenzal es el sirventés. Intención satírica y a veces burlesca. Critican los vicios de las clases altas de forma burlona.

- Cantigas de Santa María: escritas por Alfonso X el Sabio en galaico-portugués porque era una lengua muy dulce para la virgen. Alabanza de la Virgen María, relato de sus milagros. Se han encontrado 420.

### Géneros menores
- Tenzón: cantiga dialogada en la que, siguiendo el mismo esquema métrico, dos trovadores entablan un enfrentamiento satírico u opinativo. Se unos treinta textos de este tipo y todos ellos datables entre 1250 y 1280. Existe, además, la variante del partimen o joc partit, una tenzón planteada en forma de juego argumentativo que es dirimido por un jurado imparcial.
- Cantiga de seguir: cantiga que imita a otro poema; la imitación, literal o con modificaciones, podía ser de la música, de la estructura, del refrán o estribillo... Normalmente derivan de cantigas de escarnio, pero hay algún ejemplo de seguimiento de cantigas de amigo.
- Pranto (en español, llanto o lamento): cantiga que expresa dolor por la muerte de un personaje ilustre; se conservan cinco textos (cuatro son de Pero da Ponte, fechados entre 1235 y 1252) que siguen el modelo provenzal y clásico.

### Géneros contaminados
- Descordo: cantigas de origen provenzal que presentan o bien la alternancia del esquema métrico y melódico de una estrofa a otra, o bien la alternancia de lenguas o temas. Se conservan no más de 5 cantigas de este género.
- Pastorela: se discute si se trata de una simple variante de las cantigas de amor o de amigo. Se conservarían siete textos que podrían considerarse como tales, aunque presentan un alto grado de hibridación y de falta de cohesión interna.
- Lai: cantigas centradas en la queja amorosa y con una modalización narrativa; su contenido está vinculada a la materia de Bretaña. Se conservan 5 textos de este tipo, tres de los cuales son traducciones libres de lais franceses. También son considerados, en ocasiones, variantes de las cantigas de amor y de amigo.
- Alba: género de origen provenzal que en la lírica gallegoportuguesa carece de características esenciales en aquel, por ejemplo, la queja de la mujer ante la separación del amado con la llegada del amanecer. Solo una cantiga muestra este esquema: "Levad'amigo que dormides as manhanas frías" de Nuno Fernandes Torneol.

## Aspectos formales
La forma de las cantigas gallego-portuguesas es resultado de una síntesis entre la tradición provenzal y la autóctona; el resultado es una producción más homogénea que aquella, aunque con pequeñas distorsiones como la imposibilidad de un isosilabismo constante debido al peso de la tradición oral. El recurso genérico característico de la lírica gallegoportuguesa es el paralelismo, que se manifiesta de muy diferentes maneras.
- Estrofas (denominadas en la época, cobras): se distinguen las cantigas de maestría (sin estribillo; siguen la forma provenzal) y las cantigas de refrán (en las que el estribillo es independiente rítmicamente del resto de la cantiga; son las herederas de la tradición autóctona).

El número de versos que suelen presentar oscila entre seis y siete; en las de tres, también frecuentes, el tercer verso se repite como estribillo al final de cada estrofa.
Técnicamente, la concatenación estrófica resulta esencial para el desarrollo temático de las composiciones. Se pueden distinguir, a estos efectos:
- cobras dobras, las que repiten las mismas rimas de dos en dos estrofas,
- cobras unissonans, las que repiten la rima en todas las estrofas,
- cobras singulars, aquellas que presentan cambio de rima en cada estrofa.

Respecto de la relación interestrófica, las rimas se podían repetir de distintas maneras dando lugar a distintos tipos de estrofas:
- cobras capcaudadas, la rima del último verso de una estrofa se repite en el primero de la siguiente.
- cobras capfinidas, una palabra del último verso de una estrofa abre el primer verso de la siguiente.
- cobras capdenals, una o varias palabras de un verso de una estrofa se repiten en el mismo verso de estrofas sucesivas.

Otros recursos estructurales son el dobre / mozdobre (repetición en posición simétrica de palabras sin o con variaciones morfológicas); la palavra perduda (incorporar a una estrofa un verso sin rima); el encabalgamiento, que podía llegar hasta el final de la cantiga, que terminaba en una nueva unidad métrica de unos tres versos denominada finda (así, se habla en estos casos de cantigas ateúdas o ata-finda); y el leixaprén, recurso propio de la tradición popular gallegoportuguesa.
- Versos: la mitad de las cantigas conservadas utilizan el decasílabo; en el resto, se encuentran octosílabos y heptasílabos.

- Rima: se presentan casos de rima masculina (entre palabras agudas) y rima femenina (entre palabras graves).

- Recursos retóricos: anáfora, sinonimia, sinécdoque, inversión de palabras, antítesis, metáfora (de inspiración feudal), comparación, aliteración, paronomasia, amplificatio y acumulación polisindética (para el elogio de la dama y del amor del poeta), hipérbole, el apóstrofe, el equívoco y la ironía (en la cantiga de escarnio), etc.

## Tipos de artistas involucrados
A diferencia de la cultura trovadoresca provenzal (principalmente aristocrática), la lírica gallegoportuguesa asimiló muchos elementos de carácter popular, por lo que entre sus artistas se pueden encontrar desde criados a reyes. 
De acuerdo con la terminología de la época, se pueden distinguir los siguientes tipos de poetas y artistas:
- Trovador
- Juglar
- Segrel: un trovador profesional que aceptaba dinero por la interpretación de sus composiciones. Casi siempre eran infanzones pobres o gente de la nobleza baja.
- Menestrel: instrumentista que ejecutaba, junto a otros, el acompañamiento musical de las cantigas.
- Soldadera: mujer que bailaba y realizaba ejercicios gimnásticos durante la ejecución de las cantigas (fue famosa, por ejemplo, María a Balteira).

Se conservan composiciones de unos 170 autores, aunque de muchos de ellos solo se conoce el nombre. Entre ellos están:
- João Soares de Paiva (siglo XII)
- Paio Soares de Taveirós (siglos XII-XIII)
- Airas Nunes (siglo XIII)
- Bernal de Bonaval (siglo XIII)
- Mendinho (siglos XIII-XIV)
- Martín Codax (siglos XIII-XIV)
- Nuno Fernandes Torneol
- João Airas de Santiago
- Pero da Ponte
- Don Denís
- Eans Coton
- Xohán García de Guilhade
- Xohán Zorro
- Xohán Airas de Santiago
- Xohán Bolseiro
- Paio Gómez Xariño
- Sueiro Eannes
- Lopi Lías
- Mem Rodrigues de Tenorio
- Ayras Veaz
- Xohán Romeo
- Pero Eannes Mariño
- Martín Eannes Mariño
- Roy Queimado
- Pero García
- Xohán Vasques
- Xohán Paéz de Tamallancos
- Xohán de Cangas
- Pay da Cana
- Roy Fernandes
- Affonso Mendes de Besteiros
- Martín de Xinzo
- Fernando Esquío
- Xohán de Requeixo
- Xohán de Lobeira
- Martín de Cornes
- Pero Meogo
- Pero Amigo de Sevilla